# Bussèiras e Pruns
Bussières-et-Pruns és un municipi francès situat al departament del Puèi Domat i a la regió d'Alvèrnia-Roine-Alps. L'any 2007 tenia 402 habitants.

## Demografia

### Població
El 2007 la població de fet de Bussières-et-Pruns era de 402 persones. Hi havia 135 famílies de les quals 33 eren unipersonals (12 homes vivint sols i 21 dones vivint soles), 41 parelles sense fills, 53 parelles amb fills i 8 famílies monoparentals amb fills.
La població ha evolucionat segons el següent gràfic:
Habitants censats

### Habitatges
El 2007 hi havia 168 habitatges, 138 eren l'habitatge principal de la família, 9 eren segones residències i 21 estaven desocupats. 162 eren cases i 5 eren apartaments. Dels 138 habitatges principals, 118 estaven ocupats pels seus propietaris, 9 estaven llogats i ocupats pels llogaters i 10 estaven cedits a títol gratuït; 1 tenia una cambra, 1 en tenia dues, 22 en tenien tres, 27 en tenien quatre i 87 en tenien cinc o més. 102 habitatges disposaven pel capbaix d'una plaça de pàrquing. A 49 habitatges hi havia un automòbil i a 82 n'hi havia dos o més.

### Piràmide de població
La piràmide de població per edats i sexe el 2009 era:
| Homes | Edats   | Dones |
| ----- | ------- | ----- |
| 0     | 95 o +  | 0     |
| 0     | 90 a 94 | 0     |
| 4     | 85 a 89 | 4     |
| 0     | 80 a 84 | 4     |
| 16    | 75 a 79 | 4     |
| 16    | 70 a 74 | 8     |
| 16    | 65 a 69 | 4     |
| 4     | 60 a 64 | 16    |
| 8     | 55 a 59 | 8     |
| 0     | 50 a 54 | 8     |
| 16    | 45 a 49 | 8     |
| 20    | 40 a 44 | 8     |
| 20    | 35 a 39 | 8     |
| 0     | 30 a 34 | 12    |
| 4     | 25 a 29 | 4     |
| 12    | 20 a 24 | 8     |
| 12    | 15 a 19 | 0     |
| 8     | 10 a 14 | 4     |
| 8     | 5 a 9   | 4     |
| 0     | 0 a 4   | 8     |

## Economia
El 2007 la població en edat de treballar era de 257 persones, 184 eren actives i 73 eren inactives. De les 184 persones actives 164 estaven ocupades (85 homes i 79 dones) i 20 estaven aturades (13 homes i 7 dones). De les 73 persones inactives 18 estaven jubilades, 18 estaven estudiant i 37 estaven classificades com a «altres inactius».

### Ingressos
El 2009 a Bussières-et-Pruns hi havia 145 unitats fiscals que integraven 382 persones, la mediana anual d'ingressos fiscals per persona era de 17.437 €.

### Activitats econòmiques
Dels 16 establiments que hi havia el 2007, 7 eren d'empreses de construcció, 2 d'empreses de comerç i reparació d'automòbils, 2 d'empreses de transport, 3 d'empreses de serveis i 2 d'empreses classificades com a «altres activitats de serveis».
Dels 6 establiments de servei als particulars que hi havia el 2009, 1 era un guixaire pintor, 1 fusteria, 2 electricistes, 1 empresa de construcció i 1 perruqueria.
L'any 2000 a Bussières-et-Pruns hi havia 23 explotacions agrícoles que ocupaven un total de 930 hectàrees.

## Poblacions més properes
El següent diagrama mostra les poblacions més properes.